# Pavel Houška
Pavel Houška (Ústí nad Labem, 23 gennaio 1984) è un ex cestista ceco.
Alto 203 cm, giocava come ala.

## Carriera
Con la Rep. Ceca ha disputato due edizioni dei Campionati europei (2013, 2015).

## Palmarès
- Campionato ceco: 4

ČEZ Nymburk: 2012-13, 2013-14, 2014-15, 2015-16
- Coppa della Repubblica Ceca: 1

ČEZ Nymburk: 2013